# Бактеріальна інтенсифікація процесів переведення твердої фази в розчин
Бактеріальна інтенсифікація процесів переведення твердої фази в розчин (вилучення міді із забалансових руд і відвалів) — спеціальний метод збагачення корисних копалин.

## Загальний опис
Сучасні гідрометалургійні методи, зокрема хімічне, бактерійно-хімічне, купчасте, підземне і чанове вилуговування, дозволяють переробляти з високим економічним ефектом бідні забалансові руди, а в ряді випадків і хвости мідних збагачувальних фабрик. До бідних забалансових відносять руди, що містять 0.3-0.5 %, а іноді 0.1-0.15 % міді. Суть гідрометалургійного методу полягає в наступному:
- вилуговування міді сірчаною кислотою, тобто переведення нерозчинних у воді сполук (сульфідів) в розчинні сполуки (сульфати).
- цементація (осадження) міді.
- екстракція міді.

Застосування мікроорганізмів — тіонових бактерій «тіобацілус феррооксіданс» (Thiobacillus ferrooxidans) і «тіобацілус тіооксіданс» (Thiobacillus thiooxidans) збільшує швидкість окиснення сульфідів за певних умов у десятки, сотні і навіть тисячі разів. Бактерії, адсорбуючись на поверхні сульфіду, сприяють утворенню оксиду сірчанокислого заліза Fe2(SO4)3 — найсильнішого окисника сульфідів.

## Протікання процесу вилуговування
Протікання процесу вилуговування ілюструється такими хімічними рівняннями: 
FeS2 + 3,5O2 + H2O FeSO4 + H2SO4
Окиснення 2-валентного заліза у 3-валентне за допомогою бактерій Th. fer.:
4 FeSO4 + 2H2SO4 + O2 + 2Fe2(SO4)3 + 2H2O
Fe2(SO4)3 + MeS MeSO4 + 2FeSO4 + So
Сірку, що утворюється, мікроорганізми окиснюють до сірчаної кислоти
Th.thio So +H2O +3/2O2 + H2SO4
Мідні сульфідні руди під дією Fe2(SO4)3 розчиняються з отриманням в розчині CuSO4 за наступною реакцією: 2CuS + 2Fe2(SO4)3 + 2H2O +3O2 2CuSO4 + 4FeSO4 + H2SO4
Розчини, що містять мідь, спрямовують на цементацію залізом з отриманням цементної міді: CuSO4 + Fe Cu + FeSO4
Цементні розчини після регенерації за допомогою бактерій знову подають на вилуговування: FeSO4 + бактерії (Thiobacillus ferrooxidans) Fe2(SO4)3

Схема вилуговування мідних руд

Схематично процес вилуговування представлений на рисунку.
Купчастому вилуговуванню звичайно піддають бідні забалансові руди або старі відвали, що утворилися внаслідок складування забалансової руди. Бажано, щоб основа відвалу або купи (терикону) була щільною. На підготовлений майданчик в перші шари укладають великі грудки руди (200–300 мм) для кращої аерації купи. Вся купа закладається дрібнішим дробленим матеріалом.
На поверхні відвалу бульдозером роблять канави глибиною до 0,5–1,2 м, через які купа зрошується бактерійними розчинами, що містять 105–106 клітин бактерій в одному мл. Туди ж додають сірчанокисле оксидне залізо і сірчану кислоту для підтримки рН 1,9–2,5.
Навколо купи роблять канави, куди стікає розчин, що містить мідь (який пройшов через відвал). З канави розчин насосом подається в басейн з відстійником для осадження глини і шламів, після чого він надходить на цементаційну установку для вилучення міді. Цементна мідь прямує на міделиварний завод.
Купи зрошують з інтервалом 7–15 днів. Для кращої аерації і окиснення сульфідів у відвалах пробурюють отвори, куди вставляють перфоровані труби діаметром 100 мм.
Відпрацювання купи при бактерійно-хімічному методі вилуговування триває 4–5 років. Цементна мідь містить 70–80 % міді. Витягання міді з розчину становить 95–99 %.
Собівартість міді в 2–5 раз нижча в порівнянні з міддю, що отримується за традиційною технологією.
Головний ставок глибиною до 2 метрів, об'ємом 5 тис. м³ має запас розчину на 2 доби. Розчин після вилуговування направляють у ставок-відстійник, а після відстоювання — на цементацію. Витрата залізного скрапу становить 1,3–1,5 кг на 1 кг цементної міді. Тривалість контакту розчину зі скрапом 5–6 хвилин. Вилучення міді з розчину при цементації становить 95 % і більше. Розчин після вилуговування містить близько 1,5 г/л міді, а після цементації — 0,02 г/л міді, 3–4 г/л двовалентного заліза.

## Вилучення міді з розчинів після вилуговування
Розчини, отримані після купчастого або підземного вилуговування забалансових руд і відвалів, містять незначну кількість міді (0,3–3 г/л). Вилучення міді з розчинів можливе: цементацією, сорбцією, електролітичним осадженням. З перерахованих методів економічно виправдане вилучення міді з розчинів цементацією залізом. Для цементації використовують залізний брухт, консервну жерсть, обрізки жерсті.
Цементація може здійснюватися в:
- цементаційних жолобах;
- барабанних цементаторах;
- цементаційних ваннах;
- цементаційних чанах;
- конусних цементаторах.